# Beauronne (de Saint-Vincent)
Pour les articles homonymes, voir Beauronne (homonymie).
La Beauronne, ou Beauronne de Saint-Vincent, est un ruisseau français du département de la Dordogne, en région Nouvelle-Aquitaine, affluent de rive droite de l'Isle et sous-affluent de la Dordogne.

## Confusions possibles
Il ne faut pas confondre ce ruisseau avec deux autres cours d'eau du même nom, également affluents de l'Isle et également situés en Dordogne :
- la Beauronne qui arrose Chancelade ;
- la Beauronne qui baigne Les Lèches.

Pour la distinguer de ruisseaux homonymes, elle est parfois nommée Beauronne de Saint-Vincent,.
Il existe également deux ruisseaux dont le nom, de même origine, est très proche :
- la Bauronne, en Dordogne, affluent de la Rizonne et sous-affluent de la Dronne ;
- la Beuronne, dans le département de la Charente, affluent de la Dronne.

## Étymologie
Son nom, contraction de °beber désignant le castor et de °onna, féminin de °onno, représentant un cours d’eau, est d’origine gauloise.
Bebro(n)na signifie donc « la rivière des castors » ou « cours d'eau fréquenté par les castors ».
En occitan, elle porte le nom de Beurona.

## Géographie

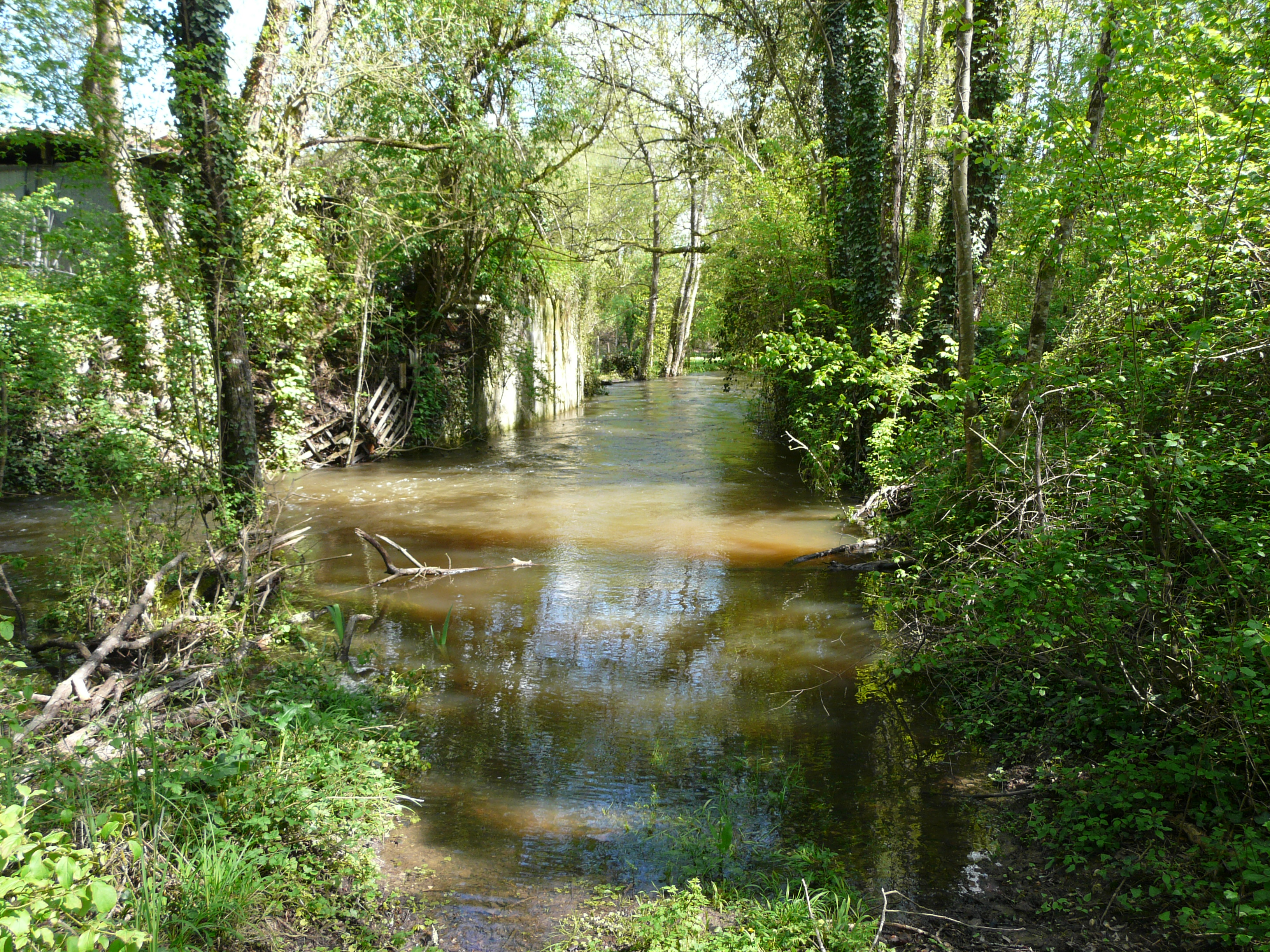
La Beauronne en période de crue, entre Saint-Front-de-Pradoux et Saint-Louis-en-l'Isle, à 200 mètres de sa confluence avec l'Isle.

La Beauronne prend sa source à 187 mètres d'altitude dans la forêt de la Double dans le nord-est de la commune de Saint-Vincent-de-Connezac, deux kilomètres au nord-ouest du bourg de Chantérac, près du lieu-dit la Verrière. S'écoulant en grande partie en forêt de la Double, elle prend d'abord la direction du sud-ouest.
Elle passe sous la route départementale (RD) 109 puis à l'est de Saint-Vincent-de-Connezac où elle reçoit un important affluent — sans nom — en rive droite et oblique alors vers le sud. Elle est ensuite franchie par la RD 44, reçoit en rive gauche le Bardot, et passe sous la RD 41. Successivement, deux de ses affluents la rejoignent : le Rieutord en rive gauche puis le ruisseau de Rieu Quérieu en rive droite. À l'est du bourg de Beauronne, elle passe sous la RD 40 et quatre kilomètres plus loin sous le GR 646, au moulin de Faye. À proximité de son terme, elle se sépare en deux bras et est franchie par la RD 3 et la ligne ferroviaire Bordeaux-Périgueux.
Elle rejoint l'Isle en rive droite par les deux bras distants d'une centaine de mètres, le plus important se situant en limite des communes de Saint-Front-de-Pradoux et Saint-Louis-en-l'Isle, un kilomètre à l'est du bourg de Saint-Front-de-Pradoux, près du lieu-dit Beaufort, à 46 mètres d'altitude ; l'autre bras rejoint l'Isle sur la commune de Saint- Front-de-Pradoux, en contrebas du manoir de Beaufort.
Selon le Sandre, la Beauronne a une longueur de 18,1 kilomètres.

### Communes, arrondissement et département traversés
À l'intérieur du département de la Dordogne, la Beauronne arrose sept communes, soit d'amont vers l'aval : Saint-Vincent-de-Connezac (source), Chantérac, Saint-Jean-d'Ataux, Douzillac, Beauronne, Saint-Louis-en-l'Isle (confluence), Saint-Front-de-Pradoux (confluence), toutes situées dans l'arrondissement de Périgueux.

### Bassin versant
Le bassin versant de la Beauronne s'étend sur 66 km2. 
Il est constitué à 72,56 % de « forêts et milieux semi-naturels », 26,87 % de « territoires agricoles », et à 0,74 % de « territoires artificialisés ».
Outre les sept communes arrosées par la Beauronne, le bassin versant en concerne quatre autres :
- Saint-Sulpice-de-Roumagnac et Siorac-de-Ribérac[7],
- Saint-Germain-du-Salembre[8],
- Saint-André-de-Double[9].

### Organisme gestionnaire
Le bassin versant de la Beauronne est couvert par le schéma d'aménagement et de gestion des eaux (SAGE) « Isle - Dronne ». 
Ce document de planification , dont le territoire regroupe les bassins versants de l'Isle et de la Dronne, d'une superficie de 7 500 km2, a été approuvé le 2 août 2021. La structure porteuse de l'élaboration et de la mise en œuvre est l'établissement public territorial de bassin de la Dordogne (EPIDOR).

### Affluents
Parmi les onze affluents répertoriés par le Sandre, les quatre principaux sont, d'amont vers l'aval :
- un ruisseau sans nom (rd[note 1]), long de 4,3 km[7], qui rejoint la Beauronne à l'est du bourg de Saint-Vincent-de-Connezac,
- le Bardot (rg), avec 3,5 km[11], qui alimente l'étang de Barde et sert de limite entre les communes de Chantérac et Saint-Jean-d'Ataux,
- le Rieutord, appelé la Nauve dans sa partie amont (rg), avec 5,4 km[8], qui sert de limite entre les communes de Saint-Germain-du-Salembre et Saint-Jean-d'Ataux,
- le ruisseau de Rieu Quérieu (rd), avec 4,7 km[9], qui alimente les étangs d'Eyreau et d'Éloi et sert de limite entre les communes de Beauronne et Saint-Jean-d'Ataux.

Plusieurs affluents de la Beauronne ont eux-mêmes un ou plusieurs affluents mais aucun sous-affluent. De ce fait, le nombre de Strahler de la Beauronne est de trois.

## Hydrologie
Au lieu-dit Petit-Boissonnie à Douzillac, des observations menées depuis 2012 font ressortir chaque année un « écoulement visible acceptable » du cours d'eau sur la période des étiages, de mai à septembre.

## Économie
Nombre de moulins se sont établis sur le cours d'eau. Plusieurs lieux-dits témoignent encore cette ancienne économie : le Moulin de Pluma
, le Moulin de la Grave
, le Petit Moulin
, le Moulin de Leygonie
, le Moulin du Bleuil
, le Moulin de Milliol
, Maine Moulin 
, le Moulin de Beauronne
et le Moulin de Faye.

## Environnement
Hormis le tronçon terminal d'un kilomètre et demi en aval du moulin de Faye, une majeure partie des vallées et étangs du bassin versant de la Beauronne est doublement protégée : par la zone naturelle d'intérêt écologique, faunistique et floristique (ZNIEFF) de type II des « vallées et étangs de la Double »,, et par le réseau Natura 2000 pour les « vallées de la Double »,. Comme les autres vallées en forêt de la Double, il s'agit d'un site important pour la conservation d'espèces animales européennes menacées : la loutre d'Europe (Lutra lutra), le vison d'Europe (Mustela lutreola), le chabot fluviatile (Cottus perifretum), la lamproie de Planer (Lampetra planeri), la cistude d'Europe (Emys orbicularis), l'écrevisse à pattes blanches (Austropotamobius pallipes), le cuivré des marais (Lycaena dispar), le damier de la succise (Euphydryas aurinia), le fadet des laîches (Coenonympha oedippus) et le gomphe de Graslin (Gomphus graslinii).

## Monuments ou sites remarquables à proximité
- Le château de Chantérac du XVIIIe siècle, propriété privée[25], qui domine le vallon de la Beauronne d'une cinquantaine de mètres.
- L'église Notre-Dame-de-la-Nativité de Beauronne, romane du XIIe siècle[26].
- Le manoir de Beaufort, de type chartreuse, édifié fin du XVIe ou début du XVIIe siècle[27].

## Galerie de photos

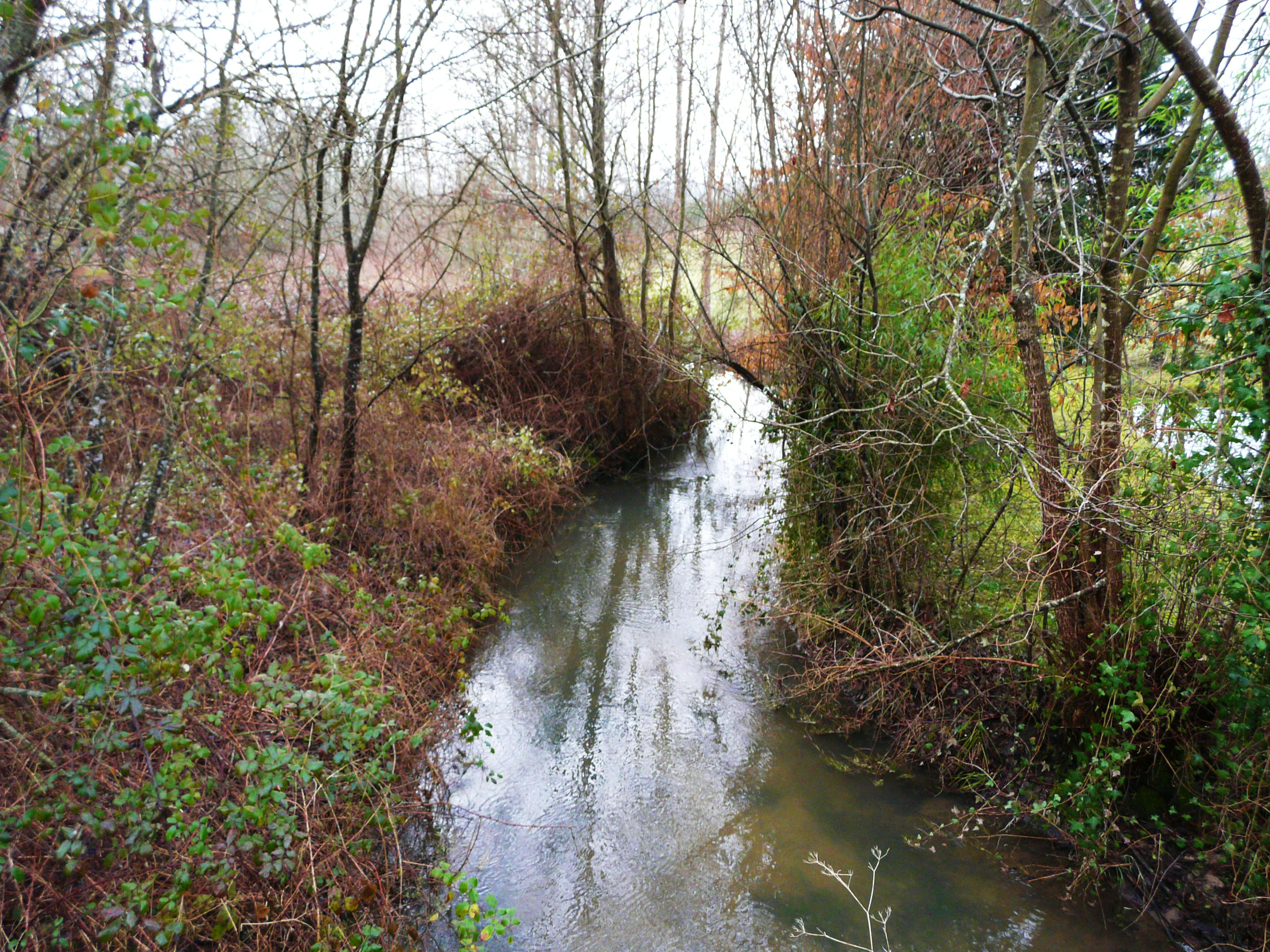
En limites de Chantérac et Saint-Vincent-de-Connezac, au niveau de la RD 44.
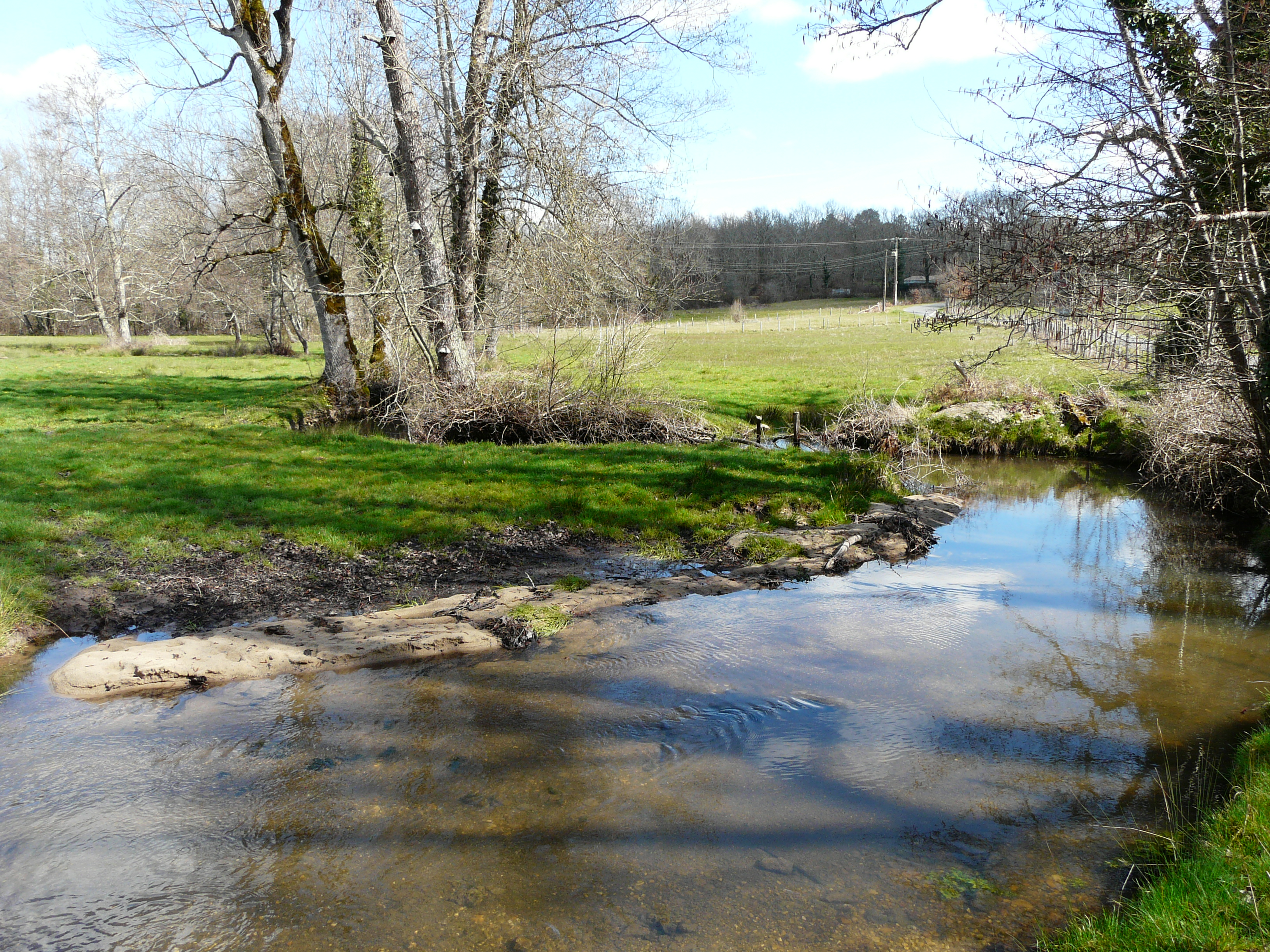
Au lieu-dit le Moulin du Bleuil à Saint-Jean-d'Ataux.
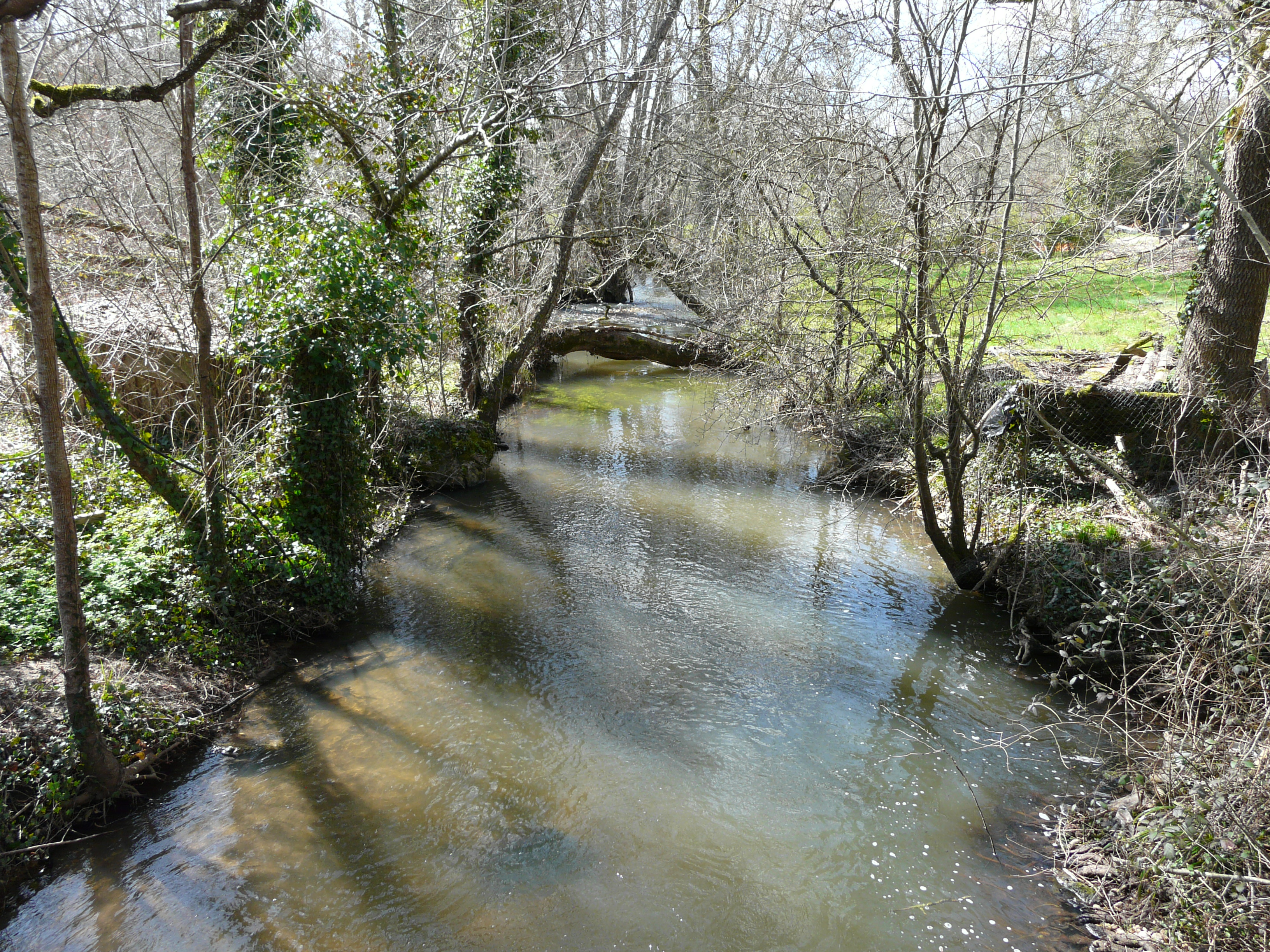
Au lieu-dit les Planches, en limites de Douzillac et Saint-Jean-d'Ataux.
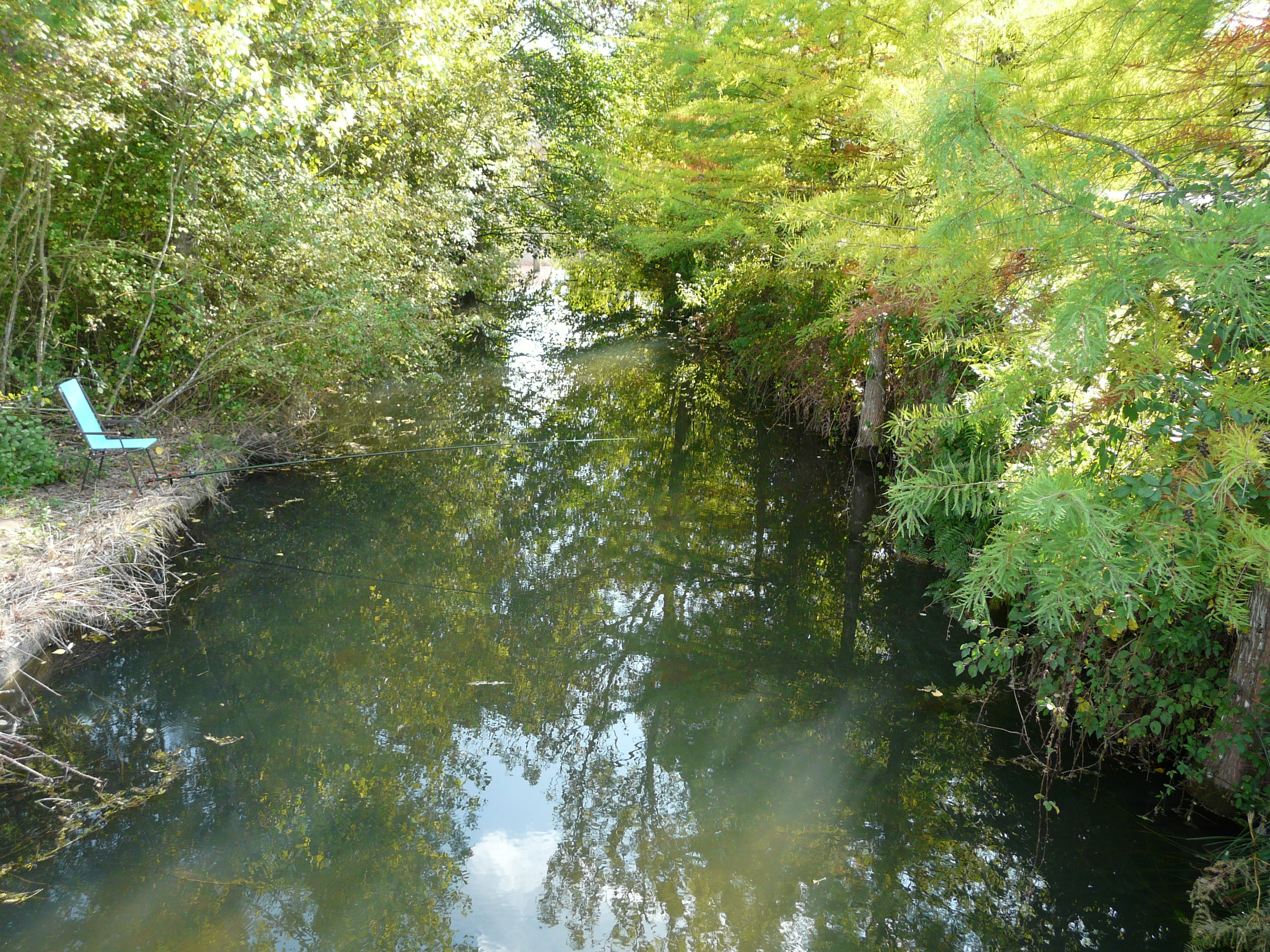
Au lieu-dit Maine Moulin, à Beauronne.
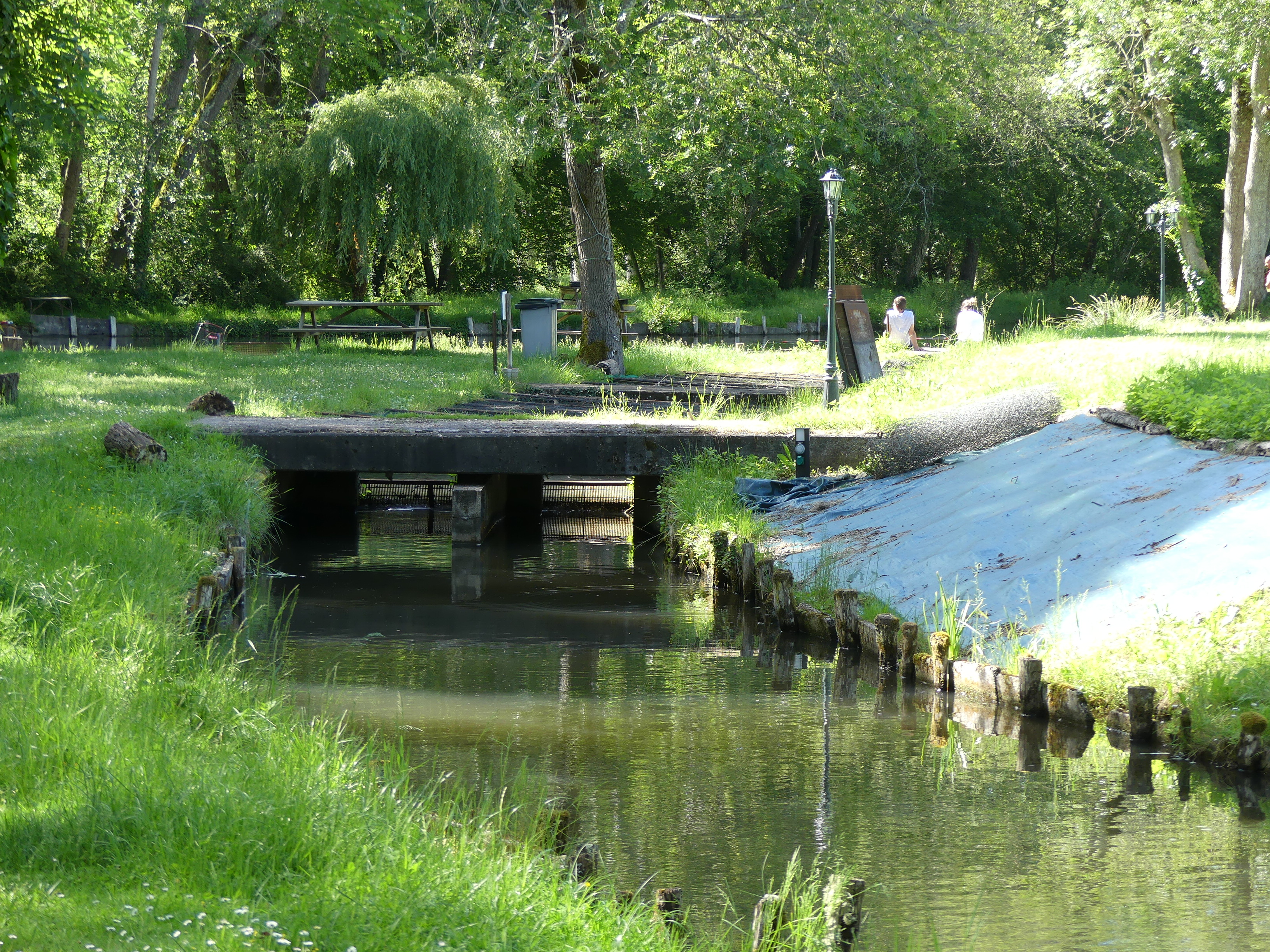
La ferme aquacole de Petit-Boissonnie alimentée par la Beauronne, à Douzillac.